# تیسیفون

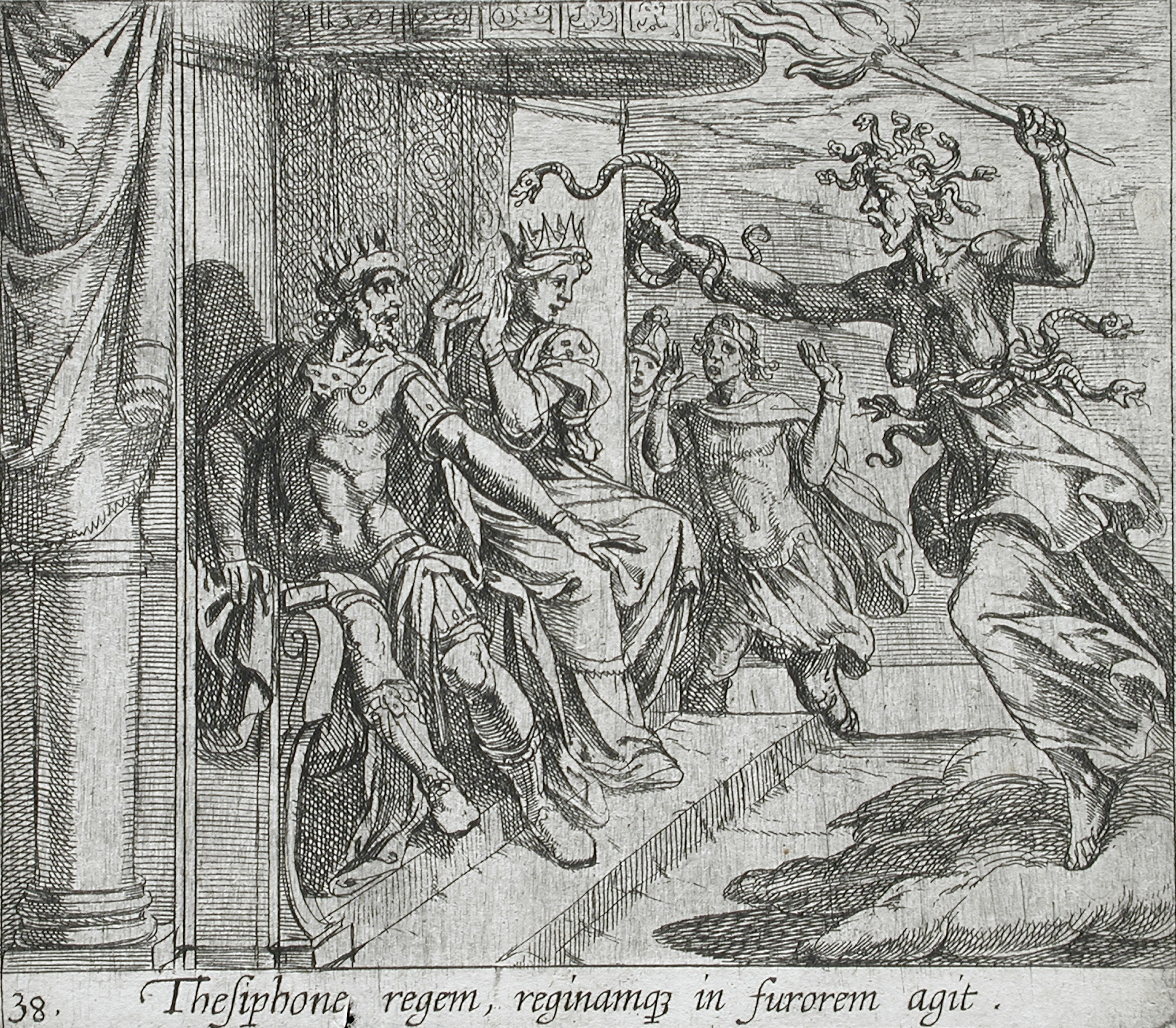
آنتونیو تمپستا، خشم تیسیفون در کاخ آتاماس

تیسیفون (یونانی باستان: Τισιφόνη Tisiphónē) از الهه‌های انتقام بود. خواهران او آلکتو و مگارا بودند. او و خواهرانش جنایات قتل را مجازات کردند: جنایات وحشی‌کشی، برادرکشی و آدم‌کشی.